# Димитриу, Аннита
Аннита Димитриу (греч. Αννίτα Δημητρίου; род. 18 октября 1985, Ларнака) — кипрский политический деятель. Председатель правоцентристской партии «Демократическое объединение» (ДИСИ) с 2023 года. Председатель Палаты представителей — однопалатного парламента Республики Кипр с 10 июня 2021 года, первая женщина в этой должности. Депутат Палаты представителей с 2016 года.

## Биография
Родилась 18 октября 1985 года в деревне Трули в районе Ларнака.
В 2007 году окончила Кипрский университет, где изучала политологию и социологию. В Кентском университете в Кенте в Англии получила степень магистра (MA) по программе «Международные отношения и европейские исследования».
После учёбы работала в сфере образования в качестве преподавателя,  академического директора и специалиста по связям с общественностью частного университета UCLan Cyprus, кампуса Университета Центрального Ланкашира (UCLan).
Автор ряда статей, участница местных и международных конференций.
В 2011 году вступила в ДИСИ. По результатам местных выборов 2011 года, в 2012 году стала первой женщиной, избранной в муниципальный совет в Трули в районе Ларнака. В 2013—2015 годах была секретарём совета ДИСИ в Трули. В 2014—2016 годах была финансовым контролёром районного секретариата партии ДИСИ в Ларнаке.
Вела главный выпуск новостей Capital TV по выходным.
5 апреля 2016 года на внутрипартийных выборах ДИСИ избрана кандидатом на парламентских выборах 2016 года. Под давлением партийного руководства вынуждена была отозвать свою кандидатуру. Это спровоцировало скандал внутри и вне ДИСИ. В конце концов председатель партии Авероф Неофиту отменил решение и предоставил Димитриу возможность баллотироваться на выборах от ДИСИ.
По результатам парламентских выборов 2016 года избрана депутатом Палаты представителей — однопалатного парламента Республики Кипр в округе Ларнака от партии ДИСИ. Была секретарём парламента, заместителем председателя парламентского комитета по образованию и культуре, заместителем председателя парламентского комитета по правам человека и равным возможностям между мужчинами и женщинами, а также членом парламентского комитета по мониторингу планов развития и контролю государственных расходов. Переизбрана на выборах 2021 года.
В 2018 году выбрана для участия в Программе приглашения выдающихся личностей будущего (PIPA) Министерства Европы и иностранных дел Франции. Участвовала в Программе «Международные визиты» (IVLP) Государственного департамента США, принимала участие в наблюдении за первичными выборами кандидатов на пост президента США (праймериз) в 2020 году.
Является послом всемирной сети «Женщины-политические лидеры» (WPL).
В феврале 2020 года избрана заместителем председателя  партии ДИСИ.
В возрасте 36 лет, 10 июня 2021 года избрана председателем Палаты представителей Республики Кипр. Выдвинута партией ДИСИ. Во втором туре за неё проголосовали 25 из 56 депутатов. Её поддержали партии ДИСИ, ЭЛАМ и «Демократический фронт» (ДИПА). Стала первой женщиной и самым молодым человеком в этой должности.
Вскоре после президентских выборов, 11 марта 2023 года в возрасте 37 лет избрана председателем партии ДИСИ. Получила 69,18% голосов членов ДИСИ. Её конкурент, депутат Димитрис Димитриу получил 30,82% голосов. Сменила Аверофа Неофиту, который в свою очередь был с 2013 года преемником Никоса Анастасиадиса.

## Личная жизнь
В 2013 году вышла замуж за Андреаса Киприану (Ανδρέας Κυπριανού).

## Награды
- Орден Дружбы (13 мая 2025 года, Армения) — за значительный вклад в укрепление и развитие дружественных отношений между Арменией и Кипром[8]